# Список птахів Островів Кука
Це перелік видів птахів, зафіксованих на території Островів Кука. Авіфауна Островів Кука налічує загалом 88 видів, з яких 7 є ендемічними, а 5 були інтродуковані людьми.

## Позначки
Наступні теги використані для виділення деяких категорій птахів.
- (А) Випадковий — вид, який рідко або випадково трапляється на Островах Кука
- (Е) Ендемічий — вид, який є ендеміком Островів Кука
- (Ex) Локально вимерлий — вид, який більше не трапляється на Островах Кука, хоча його популяції існують в інших місцях
- (I) Інтродукований — вид, завезений на Острови Кука як наслідок, прямих чи непрямих людських дій

## Гусеподібні(Anseriformes)
Родина: Качкові (Anatidae)
- Крижень австралійський, Anas superciliosa
- Крижень китайський, Anas zonorhyncha
- Крижень звичайний, Anas platyrhynchos (A)
- Шилохвіст північний, Anas acuta (A)

## Куроподібні(Galliformes)
Родина: Фазанові (Phasianidae)
- Курка банківська, Gallus gallus (I)

## Голубоподібні(Columbiformes)
Родина: Голубові (Columbidae)
- Голуб сизий, Columba livia (I)
- Тілопо раротонзький, Ptilinopus rarotongensis (E)
- Пінон тонганський, Ducula pacifica

## Зозулеподібні(Cuculiformes)
Родина: Зозулеві (Cuculidae)
- Коель новозеландський, Urodynamis taitensis

## Серпокрильцеподібні(Apodiformes)
Родина: Серпокрильцеві (Apodidae)
- Салангана атіуйська, Aerodramus sawtelli (E)

## Журавлеподібні(Gruiformes)
Родина: Пастушкові (Rallidae)
- Gallirallus ripleyi (Ex)
- Погонич австралійський, Zapornia tabuensis (A)
- Porzana rua (Ex)

## Сивкоподібні(Charadriiformes)
Родина: Сивкові (Charadriidae)
- Сивка морська, Pluvialis squatarola
- Сивка бурокрила, Pluvialis fulva
- Чайка білошия, Vanellus miles (A)

Родина: Баранцеві (Scolopacidae)
- Кульон аляскинський, Numenius tahitiensis
- Кульон середній, Numenius phaeopus (A)
- Грицик малий, Limosa lapponica (A)
- Крем'яшник звичайний, Arenaria interpres
- Побережник білий, Calidris alba
- Побережник арктичний, Calidris melanotos (A)
- Набережник палеарктичний, Actitis hypoleucos (A)
- Набережник плямистий, Actitis macularius (A)
- Коловодник попелястий, Tringa brevipes
- Коловодник аляскинський, Tringa incana

Родина: Поморникові (Stercorariidae)
- Поморник короткохвостий, Stercorarius parasiticus (A)

Родина: Мартинові (Laridae)
- Leucophaeus atricilla (A)
- Крячок бурий, Anous stolidus
- Крячок атоловий, Anous minutus (A)
- Крячок сірокрилий, Anous albivitta
- Крячок сірий, Anous ceruleus
- Крячок білий, Gygis alba
- Крячок строкатий, Onychoprion fuscatus
- Крячок полінезійський, Onychoprion lunatus
- Крячок індонезійський, Sterna sumatrana
- Крячок річковий, Sterna hirundo
- Крячок жовтодзьобий, Thalasseus bergii (A)

## Фаетоноподібні(Phaethontiformes)
Родина: Фаетонові (Phaethontidae)
- Фаетон білохвостий, Phaethon lepturus
- Фаетон червонохвостий, Phaethon rubricauda

## Буревісникоподібні(Procellariiformes)
Родина: Альбатросові (Diomedeidae)
- Альбатрос чорнобровий, Thalassarche melanophris (A)
- Альбатрос королівський, Diomedea epomophora
- Альбатрос мандрівний, Diomedea exulans (A)

Родина: Океанникові (Oceanitidae)
- Океанник Вільсона, Oceanites oceanicus (A)
- Океанник білобровий, Pelagodroma marina (A)
- Фрегета білочерева, Fregetta grallaria
- Океанник білогорлий, Nesofregetta fuliginosa

Родина: Качуркові (Hydrobatidae)
- Качурка північна, Hydrobates leucorhous (A)

Родина: Буревісникові (Procellariidae)
- Буревісник гігантський, Macronectes giganteus (A)
- Буревісник велетенський, Macronectes halli (A)
- Пінтадо, Daption capense
- Тайфунник кермадецький, Pterodroma neglecta (A)
- Тайфунник-провісник, Pterodroma heraldica
- Тайфунник Мерфі, Pterodroma ultima
- Тайфунник Піла, Pterodroma inexpectata
- Тайфунник макаулійський, Pterodroma cervicalis (A)
- Тайфунник австралійський, Pterodroma nigripennis
- Тайфунник Кука, Pterodroma cookii (A)
- Тайфунник білолобий, Pterodroma leucoptera
- Тайфунник коротконогий, Pterodroma brevipes
- Тайфунник макронезійський, Pterodroma alba (A)
- Бульверія тонкодзьоба, Bulweria bulwerii
- Тайфунник таїтійський, Pseudobulweria rostrata
- Буревісник клинохвостий, Ardenna pacifica (A)
- Буревісник Бюлера, Ardenna bulleri
- Буревісник сивий, Ardenna griseus
- Буревісник тонкодзьобий, Ardenna tenuirostris
- Буревісник острівний, Puffinus nativitatis
- Буревісник реюньйонський, Puffinus bailloni

## Сулоподібні(Suliformes)
Родина: Фрегатові (Fregatidae)
- Фрегат-арієль, Fregata ariel
- Фрегат тихоокеанський, Fregata minor

Родина: Сулові (Sulidae)
- Сула жовтодзьоба, Sula dactylatra
- Сула білочерева, Sula leucogaster
- Сула червононога, Sula sula

## Пеліканоподібні(Pelecaniformes)
Родина: Чаплеві (Ardeidae)
- Чепура тихоокеанська, Egretta sacra
- Чапля мангрова, Butorides striata (A)

## Яструбоподібні(Accipitriformes)
Родина: Яструбові (Accipitridae)
- Circus spilonotus (A)

## Сиворакшоподібні(Coraciiformes)
Родина: Рибалочкові (Alcedinidae)
- Альціон мангаянський, Todiramphus ruficollaris (E)
- Альціон бораборський, Todiramphus tutus

## Папугоподібні(Psittaciformes)
Родина: Psittaculidae
- Лорі-віні рубіновий, Vini kuhlii (I)
- Лорі-віні синьо-фіолетовий, Vini peruviana

## Горобцеподібні(Passeriformes)
Родина: Монархові (Monarchidae) 
- Пацифея раротонзька, Pomarea dimidiata (E)

Родина: Очеретянкові (Acrocephalidae)
- Очеретянка оливкова, Acrocephalus kerearako (E)

Родина: Шпакові (Sturnidae)
- Шпак-малюк раротонзький, Aplonis cinerascens (E)
- Шпак-малюк маукейський, Aplonis mavornata (E) (Ex)
- Майна індійська, Acridotheres tristis (I)
- Майна джунглева, Acridotheres fuscus (A)

Родина: Астрильдові (Estrildidae)
- Мунія каштанововола, Lonchura castaneothorax (I)